# Computermathematik
Computermathematik ist ein Studiengang, der etwa seit dem Jahr 2000 an verschiedenen Universitäten angeboten wird. 

## Inhalte
Die Studienrichtung Computermathematik befasst sich inhaltlich mit der Untersuchung der Mathematik unter Zuhilfenahme von Computern (→ Experimentelle Mathematik). Zum Studium der Computermathematik gehört eine umfassende Ausbildung in der Mathematik, etwa in Analysis, Algebra, Stochastik oder Numerik. Dazu kommen Inhalte der Informatik (unter anderem: Programmierung), der Computeralgebra und die Anwendung von Computeralgebrasystemen wie Maple, Mathematica, MATLAB, MuPAD. Weiterhin wird im Studienverlauf ein Nebenfach gewählt, das üblicherweise aus dem naturwissenschaftlichen oder technischen Bereich stammt.

## Universitäten
- Otto-von-Guericke-Universität Magdeburg  (Diplom, Bachelor, Master [konsekutiv])
- Universität Passau  (Master [konsekutiv])

## Verwandte Studiengänge
- Technomathematik
- Computational Engineering Science